# آلیشا دیکسون
آلیشا دیکسون (به انگلیسی: Alesha Dixon) (زاده ۷ اکتبر ۱۹۷۸) خوانندهٔ انگلیسی و داور مسابقاتی همچون AGT و BGT است